# Bilancia commerciale

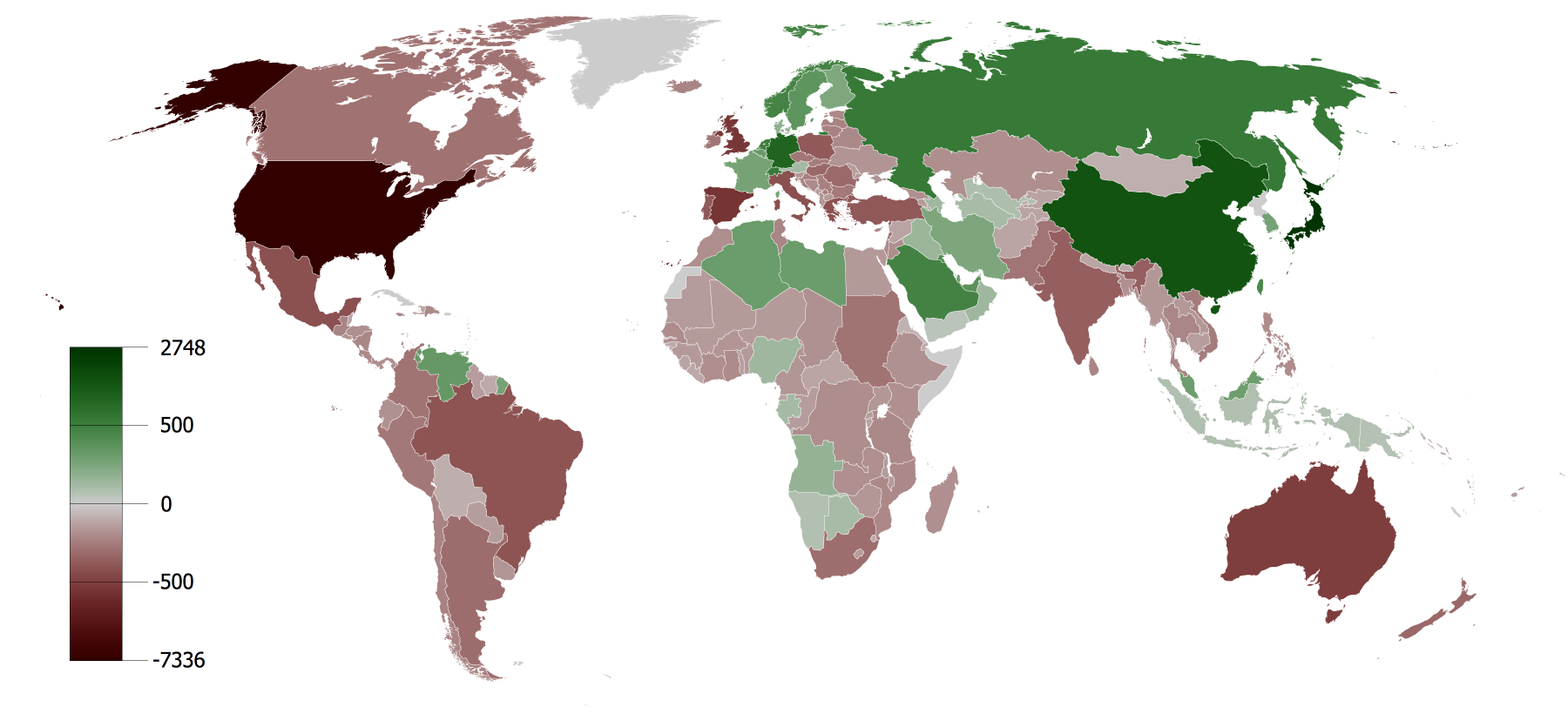
Saldo cumulativo conto delle partite correnti 1980–2008 basato sui dati del Fondo Monetario Internazionale

In economia, la bilancia commerciale, saldo commerciale o  esportazioni nette (o NX, lett. "net exports"), è la differenza tra il valore monetario delle esportazioni e delle importazioni di un Paese in un determinato periodo di tempo. A volte viene fatta una distinzione tra una bilancia commerciale per beni e una per servizi. La bilancia commerciale misura il flusso di esportazioni e importazioni in un determinato periodo di tempo. La nozione di bilancia commerciale non implica che le esportazioni e le importazioni siano "in equilibrio" tra loro. Se un Paese esporta un valore maggiore di quello che importa, ha un surplus commerciale o una bilancia commerciale positiva, e viceversa, se un Paese importa un valore maggiore di quello che esporta, ha un deficit commerciale o una bilancia commerciale negativa.
L'idea per cui i deficit commerciali bilaterali siano un male in sé e per sé è respinta in modo schiacciante da esperti di commercio ed economisti. Inoltre è importante non confodere i valori di deficit e surplus nella bilancia commerciale con il concetto di costo e ricavo nell'economia aziendale.